# Strip trio
Strip trio is een stripcollectie die begon in 1990. Elk album bevat drie verhalen uit verschillende stripreeksen.

## Albums
Alle albums zijn uitgegeven door Le Lombard.

### Nr. 1
is geschreven door: Bernard Dumont, Michel de Bom en Bob de Groot en getekend door: Bernard Dumont, Patrick Cadot en Luc Dupanloup
bevat:
- Hugo (deel 4: Het kasteel van de meeuwen)
- Ed en Ad (deel 1: Het spoor van Baphomet)
- Chlorophyl (De plattelanders)

### Nr. 2
bevat:
- Chick Bill (deel 55: Kid de revolverheld)
- Kapitein Rogers (deel 1: De rangers pikken het niet meer!)
- Tommy Riley (deel 1: De ruiter in het zwart)

### Nr. 3
bevat:
- Dommel (deel 18: Veel liefs voor Dommel)
- Robin Hoed (deel 11: Ben je niet goed snik?)
- Niky (deel 2: De achtste sarcofaag)

### Nr. 4
bevat:
- Hugo (De bruine toverboon)
- Chlorophyl (De koninklijke cobra)
- Meneer Edouard (laatste oproeping)

### Nr. 5
bevat:
- Chlorophyl (deel 6: De terugkeer van Chlorophyl)
- Meneer Edouard (deel 1: kriebels in je lijf)
- De Rioolkoninkjes (deel 1: Het dekselse deksel)